# 象會
象會（？—1831年），字又绳，号树裔，冯氏，内务府漢军镶黄旗人。嘉庆戊午科举人，己未科进士。
后选翰林院庶吉士，户部主事，官至山西汾州府知府。
象曾在道光十一年在山西文水县南关店自尽身亡。

## 家庭
- 曾祖英廉（1707-1783），雍正壬子举人，文渊阁大学士，谥文肃，入祀贤良祠。
- 祖父延祺，奉宸院郎中，曾任内务府镶黄旗第五㕘領第五旗鼓佐領，卒于任上（据《钦定八旗通志》）。
- 叔伯祖延福，乾隆庚寅举人，安徽徽州府同知。
- 父亲五福，内务府笔帖式。
- 母李氏（其父内务府正白旗汉军、張家口監督、内务府正黃旗護軍統領李延强；胞兄長闈，乾隆己亥舉人、內務府郎中、熱河總管、正白旗護軍統領；胞姊李氏嫁内务府正白旗满洲索綽絡氏英柱（父乾隆癸酉舉人德元，胞叔乾隆丁巳科進士文莊公德保）；族伯叔总管内务府大臣李延禧，其后代道光九年（1829年）己丑科进士舒貴）。
- 堂伯约歆（延福子），内务府监生出身，官盐政。
- 弟弟述曾，嘉庆辛酉科拔贡，内务府笔帖式。
- 妻李扶雲 (字松岑)，著有《松岑室稿》；其胞叔正蓝旗汉军、两江总督李奉翰，祖父江南河道總督李宏 (清朝)；姑母李氏嫁镶黄旗汉军吏部尚书郝玉麟之孙郝敏安。
- 长子興榮，嘉庆丙子科举人，未殿试死；二子興綬，湖南知州；三子興霖，道光戊子科举人，浙江兰谷县知县。[2][3]
- 女一冯氏，（继配）嫁内务府正白旗汉军员外郎黄氏舒恒。子同治戊辰進士廣照。